# Projecte HATNet
El projecte HATNet (Hungarian Automated Telescope Network) és una xarxa de sis petits telescopis "HAT" completament automatitzats. L'objectiu científic del projecte és detectar i caracteritzar planetes extrasolars utilitzant el mètode de trànsit. Aquesta xarxa s'utilitza també per trobar i seguir les estrelles variables brillants. La xarxa és mantinguda pel Harvard-Smithsonian Center for Astrophysics.
L'acrònim HAT significa Telescopi Automatitzat d'Hongria, perquè va ser desenvolupat per un petit grup d'hongaresos que es van conèixer a través de l'Associació Astronòmica Hongaresa. El projecte va començar el 1999 i ha estat plenament operatiu des de maig de 2001.

## Equipament
L'instrument prototip, HAT-1 va ser construït a partir d'una distància focal de 180 mm i una lent de teleobjectiu Nikon de 65 mm d'obertura i un xip Kodak KAF-0401E de 512 × 768, de píxels de 9 μm. El període de prova va ser de 2000 a 2001 a l'Observatori Konkoly de Budapest.
HAT-1 va ser transportat des de Budapest a l'Observatori Steward, Kitt Peak, Arizona, EUA, el gener de 2001. El transport va causar greus danys a l'equip.
Els telescopis construïts posteriorment utilitzen lents Canon de 11 cm de diàmetre f/1.8L per a un camp ampli de 8°x8°. És un instrument totalment automatitzat amb sensors CCD de 2Kx2K. Un instrument HAT opera a l'Observatori Wise.
HAT està controlat per un únic ordinador personal Linux sense supervisió humana. Les dades s'emmagatzemen en una base de dades MySQL.

### HAT-Sud
A partir de 2009, tres altres ubicacions es van unir a la HATNet amb telescopis de disseny completament nou. Els telescopis es van desplegar a Austràlia, Namíbia i Xile. Cada sistema té vuit (2*4) astrògrafs Takahashi Epsilon muntats en conjunt, quasi-paral·lels (180 mm de diàmetre, f/2.8) amb un apogeu 4k*4k sensors CCD amb camps de visió superposats. Els equips de processament són computadores industrials basades en Xenomai amb 10 TB d'emmagatzematge. El finançament està prevista fins a l'any 2013.

## Participants en el projecte
HAT-1 es va desenvolupar durant els estudis de llicenciatura (i també de primer any de postgrau) de Gáspár Bakos (Universitat Eötvös Loránd) i en l'Observatori Konkoly (Budapest), sota la supervisió del Dr. Géza Kovács. En el desenvolupament, József Lázár, István Papp i Pál Sári també van tenir un paper important.

## Planetes descoberts
Vint-i-nou planetes extrasolars han estat descoberts fins ara pel projecte HATNet (cal destacar que el descobriment del planeta WASP-11b/HAT-P-10b, WASP-40b/HAT-P-27b i WASP-51b/HAT-P-30b va ser anunciat simultàniament per l'equip SuperWASP). Tots s'han descobert mitjançant el mètode de trànsit. A més, el seguiment de la velocitat radial ha detectat un acompanyant addicional, ja sigui un planeta massiu o una nana marró al voltant de l'estrella HAT-P-13, fent d'aquest el primer planeta transitat conegut en un sistema amb un acompanyant extern en una òrbita ben caracteritzada.
Les files verdes clares indiquen que el planeta orbita una de les estrelles en un sistema estel·lar binari.